# 응우옌꽝하이 (1997년)
응우옌꽝하이(베트남어: Nguyễn Quang Hải, 阮光海, 1997년 4월 12일 ~ )는 베트남의 축구 선수로 현재 하노이 폴리스에서 미드필더 겸 공격수로 활동하고 있다.

## 클럽 경력

### 사이공 FC
하노이 FC의 유스팀에서 성장하였고 이후 2015년 사이공 FC로 잠시 임대 이적하여 13경기에서 4골을 터뜨리면서 팀의 베트남 2부 리그 우승에 기여했다.

### 하노이 FC
사이공 FC를 2015년 베트남 2부 리그 우승으로 이끈 후 다시 원 소속팀인 하노이 FC로 복귀한 꽝하이는 이후 현재까지 100경기에서 27골을 터뜨리고 있으며 팀의 V-리그 3회 우승, 2016년 베트남 슈퍼컵 준우승, 2018년 베트남 슈퍼컵 우승, 2016년 베트남컵 준우승, 2019년 베트남컵 우승에 공헌했고 이와 같은 활약들로 인하여 2017년 V-리그 신인상, 2018년 아시아 최고의 선수상, 2년 연속 베트남 1부 리그 최고의 영플레이어상(2018년, 2019년), 베트남 골든볼과 브론즈볼 등 각종 상을 휩쓰는 기염을 토하면서 베트남 최고의 스타 플레이어로 자리매김했다.

### 포 FC
2022년 6월 29일 계약기간 2년에 프랑스 리그되의 포 FC 유니폼으로 갈아입은 후같은 해 7월 30일 EA 갱강과의 2022-23 리그되 1라운드 원정 개막전에서 프랑스 리그 데뷔전을 치렀다.

## 국가대표 경력
2017년 6월 13일 베트남 대표팀에 첫 발탁된 이래 U-23 대표팀에서는 35경기에서 12골을, A대표팀에서는 24경기에서 6골을 터뜨리면서 2018년 AFC U-23 챔피언십 준우승, 2018년 아시안 게임 4강, 2018년 아세안 챔피언십 우승, 2019년 AFC 아시안컵 8강의 업적을 남겼다. 
특히 2018년 아세안 챔피언십에서 팀을 10년만에 우승으로 이끈 공을 인정받아 이 대회 최우수선수상에 선정되는 영예를 안았고 2018년 AFF에서 선정한 올해의 신인 선수상, 2019년 올해의 아세안 선수상 및 아세안 축구 협회 베스트 11 등에 이름을 올리면서 베트남 대표팀의 에이스로 자리를 잡았으며 2019년 동남아시아 경기 대회에서는 U-23 대표팀의 주장으로 출전하여 팀의 60년만의 금메달 획득에 공헌했다.